# Associazione Calcio Reggiana 1938-1939
Questa pagina raccoglie i dati riguardanti l'Associazione Calcio Reggiana nelle competizioni ufficiali della stagione 1938-1939.

## Stagione
Nella stagione 1938-1939 la Reggiana disputa il girone B del campionato di Serie C, con 37 punti, davanti alla Falck e alla Cremonese con 35 punti, e vince il girone accedendo ai gironi di finale che assegnano la promozione in Serie B. È inserita nel girone A, si piazza in terza posizione, promosse Brescia con 8 punti e Udinese con 7 punti, i granata raccolgono 5 punti, il Savona 4 punti.
Mentre l'Italia vince per la seconda volta i mondiali, la Reggiana, rafforzata anche grazie al contributo del nuovo presidente Giovanni Marzi, si lancia verso la B con giocatori importanti: Alfredo Mazzoni (ex Roma), Vittorio Malagoli (ex Modena), Otto Schäfer, Sergio Citterio, Aldo Croce, Ivo Tesi e Danilo Bazzani.
La Reggiana (record di pubblico e d'incasso al Mirabello nel derby col Parma del 9 ottobre del 1938 vinto dai granata 1-0) vince il girone dopo un testa a testa con la Falck di Sesto San Giovanni e la Cremonese, quarto incomodo la Casalini di Brescia. Due atleti Piero De Stefanis e Aldo Croce con otto reti sono i migliori realizzatori di stagione.
Il camerata Enrico Bottazzi, già calciatore della grande Reggiana del 1924 e poi anche presidente del club granata, muore per incidente aereo di ritorno dalla guerra di Spagna. Alle finali sembra fatta. All'ultima col Brescia al Mirabello basterebbe vincere e sarebbe promozione e invece le rondinelle, con un gol di Renato Gei, trafiggono Ugo Ferrazzi e in Serie B vanno loro.

## Divise
| Prima divisa | Seconda divisa |

## Rosa
| N. |                   | Ruolo | Calciatore        |
| -- | ----------------- | ----- | ----------------- |
|    | Italia (bandiera) | C     | Danilo Bazzani    |
|    | Italia (bandiera) | A     | Arturo Benelli    |
|    | Italia (bandiera) | A     | Gino Benelli      |
|    | Italia (bandiera) | D     | Milo Campari      |
|    | Italia (bandiera) | C     | Nellusco Campari  |
|    | Italia (bandiera) | D     | Sergio Citterio   |
|    | Italia (bandiera) | D     | Giulio Colombi    |
|    | Italia (bandiera) | A     | Aldo Croce        |
|    | Italia (bandiera) | P     | Tonino Cigarini   |
|    | Italia (bandiera) | A     | Piero De Stefanis |

| N. |                   | Ruolo | Calciatore        |
| -- | ----------------- | ----- | ----------------- |
|    | Italia (bandiera) | P     | Ugo Ferrazzi      |
|    | Italia (bandiera) | C     | Cornelio Gatti    |
|    | Italia (bandiera) | P     | Vittorio Malagoli |
|    | Italia (bandiera) | C     | Alfredo Mazzoni   |
|    | Italia (bandiera) | D     | Carlo Motto       |
|    | Italia (bandiera) | C     | Athos Panciroli   |
|    | Italia (bandiera) | A     | Tullio Roncaglia  |
|    | Italia (bandiera) | A     | Otto Schäfer      |
|    | Italia (bandiera) | C     | Ivo Tesi          |
|    | Italia (bandiera) | C     | Giuseppe Valenti  |

## Risultati

### Girone di andata
| Arbitro: | Melioli (Genova) |

|  |           |                                    |
|  | Marcatori | 17’ De Stefanis 77’ (rig.) Mazzoni |

| Arbitro: | Calvari (Milano) |

|                               |           |                    |
| Mazzoni 10’, 70’ Citterio 52’ | Marcatori | 80’ (aut.) Bazzani |

| Arbitro: | Gnocchini (Como) |

|             |           |  |
| Rampini 85’ | Marcatori |  |

| Arbitro: | Camisasca (Milano) |

|                |           |  |
| A. Benelli 46’ | Marcatori |  |

| Arbitro: | Savio (Torino) |

|  |           |          |
|  | Marcatori | 15’ Tesi |

| Arbitro: | Da Broj (Forlì) |

|                                          |           |                            |
| Schäfer 44’ Citterio 51’ De Stefanis 60’ | Marcatori | 27’ Frattini 71’ Marmiroli |

| Arbitro: | Neri (Vicenza) |

|              |           |  |
| Anastasi 53’ | Marcatori |  |

| Arbitro: | Tassini (Verona) |

|             |           |          |
| Mazzoni 14’ | Marcatori | 43’ Gemo |

| Arbitro: | Tiberio (Gorizia) |

|  |           |             |
|  | Marcatori | 20’ Schäfer |

| Reggio Emilia 11 dicembre 1938 10ª giornata | Reggiana           | 0 – 0 | Pavese Luigi Belli | Stadio Mirabello\| Arbitro: \| Brunetti (Bologna) \| |
| Arbitro:                                    | Brunetti (Bologna) |       |                    |                                                      |

| Arbitro: | Francini (Viareggio) |

|                                                                |           |  |
| Mazzoni 13’, 20’ Art. Benelli 31’, 36’ Panciroli 49’, 55’, 86’ | Marcatori |  |

| Arbitro: | Rosso (Torino) |

|                              |           |                       |
| Consonni 61’, 70’ Pulici 75’ | Marcatori | 63’ Croce 83’ Valenti |

| Arbitro: | Coletti (Treviso) |

|                                      |           |           |
| Tesi 4’ Croce 29’, 65’ Roncaglia 73’ | Marcatori | 67’ Rizzi |

### Girone di ritorno
| Arbitro: | Marini (Verona) |

|                       |           |             |
| Citterio 14’ Tesi 80’ | Marcatori | 65’ Dugnani |

| Arbitro: | Ferrorelli (Napoli) |

|                       |           |  |
| Reggiani 9’ Lechi 81’ | Marcatori |  |

| Reggio Emilia 29 gennaio 1939 16ª giornata | Reggiana          | 0 – 0 | Cremonese | Stadio Mirabello\| Arbitro: \| Bertolio (Torino) \| |
| Arbitro:                                   | Bertolio (Torino) |       |           |                                                     |

| Parma 5 febbraio 1939 17ª giornata | Parma          | 0 – 0 | Reggiana | Stadio Ennio Tardini\| Arbitro: \| Neri (Vicenza) \| |
| Arbitro:                           | Neri (Vicenza) |       |          |                                                      |

| Arbitro: | Marchetti (Livorno) |

|                        |           |  |
| Citterio 10’, 54’, 59’ | Marcatori |  |

| Mantova 19 febbraio 1939 19ª giornata | Mantova        | 0 – 0 | Reggiana | Stadio Settimio Leoni\| Arbitro: \| Leoni (Milano) \| |
| Arbitro:                              | Leoni (Milano) |       |          |                                                       |

| Reggio Emilia 26 febbraio 1939 20ª giornata | Reggiana        | 0 – 0 | Falck | Stadio Mirabello\| Arbitro: \| Scotto (Savona) \| |
| Arbitro:                                    | Scotto (Savona) |       |       |                                                   |

| Piacenza 5 marzo 1939 21ª giornata | Piacenza        | 0 – 0 | Reggiana | Stadio del Littorio\| Arbitro: \| Mattea (Torino) \| |
| Arbitro:                           | Mattea (Torino) |       |          |                                                      |

| Arbitro: | Garotta (Milano) |

|                                           |           |  |
| Panciroli 30’ De Stefanis 45’ Schäfer 58’ | Marcatori |  |

| Arbitro: | Pizziolo (Firenze) |

|  |           |           |
|  | Marcatori | 28’ Croce |

| Arbitro: | Bertone (Novara) |

|              |           |                                       |
| Gallanti 10’ | Marcatori | 29’ De Stefanis 37’ Mazzoni 45’ Croce |

| Arbitro: | Goracci (Firenze) |

|                 |           |  |
| De Stefanis 62’ | Marcatori |  |

| Arbitro: | Forni (Trento) |

|  |           |                                       |
|  | Marcatori | 53’ De Stefanis 84’ Croce 90’ Schäfer |

### Girone A di finale
| Arbitro: | Viarengo (Asti) |

|                        |           |                             |
| Levratto 60’ Borgo 81’ | Marcatori | 10’ Valenti 47’ De Stefanis |

| Arbitro: | Cardinali (Milano) |

|           |           |  |
| Croce 66’ | Marcatori |  |

| Arbitro: | Coletti (Treviso) |

|                                                    |           |                 |
| Frisoni II 47’, 76’ (rig.) Grazioli 52’ Albini 58’ | Marcatori | 32’ De Stefanis |

| Arbitro: | Fois (Roma) |

|                               |           |              |
| Croce 80’ Sandroni 88’ (aut.) | Marcatori | 58’ Caviglia |

| Arbitro: | Pizziolo (Firenze) |

|           |           |  |
| Faini 69’ | Marcatori |  |

| Arbitro: | Dattilo (Roma) |

|  |           |         |
|  | Marcatori | 60’ Gei |